# Örsjö, Västergötland
Örsjö är en sjö i Ulricehamns kommun i Västergötland och ingår i Viskans huvudavrinningsområde. Sjön har en area på 0,0723 kvadratkilometer och ligger 187 meter över havet. Sjön avvattnas av vattendraget Viskan.

## Delavrinningsområde
Örsjö ingår i det delavrinningsområde (641449-134359) som SMHI kallar för Inloppet i Mellsjön. Avrinningsområdets medelhöjd är 228 meter över havet och ytan är 66,95 kvadratkilometer. Räknas de 3 avrinningsområdena uppströms in blir den ackumulerade arean 198,19 kvadratkilometer. Avrinningsområdets utflöde Viskan mynnar i havet. Avrinningsområdet består mestadels av skog (50 %), öppen mark (15 %) och jordbruk (28 %). Avrinningsområdet har 0,96 kvadratkilometer vattenytor vilket ger det en sjöprocent på 1,4 %. Bebyggelsen i området täcker en yta av 1,39 kvadratkilometer eller 2 % av avrinningsområdet.